# 室町砂場

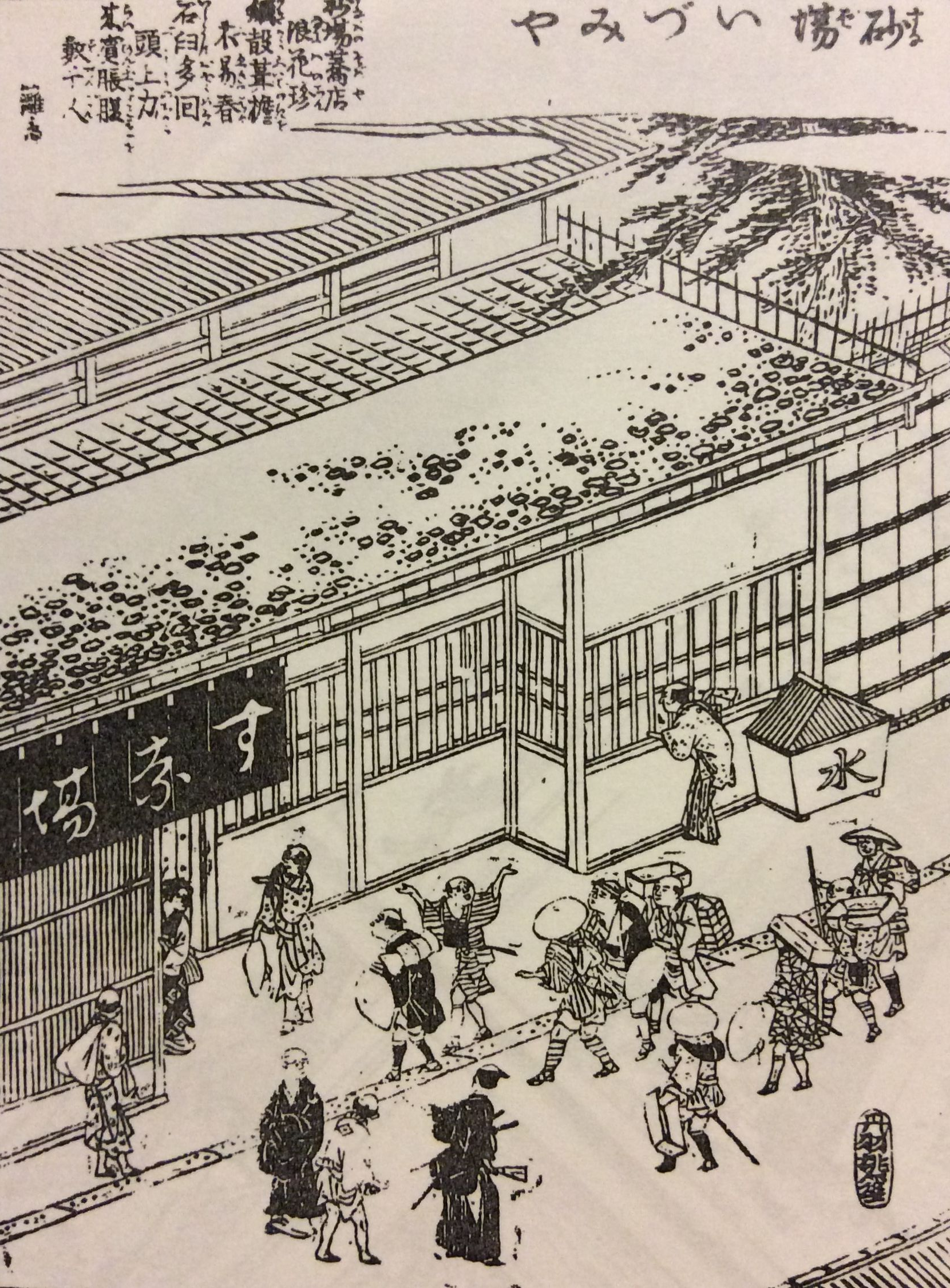
寛政10年（1798年）、『摂津名所図会』、「砂場いづみや」の表口の挿絵

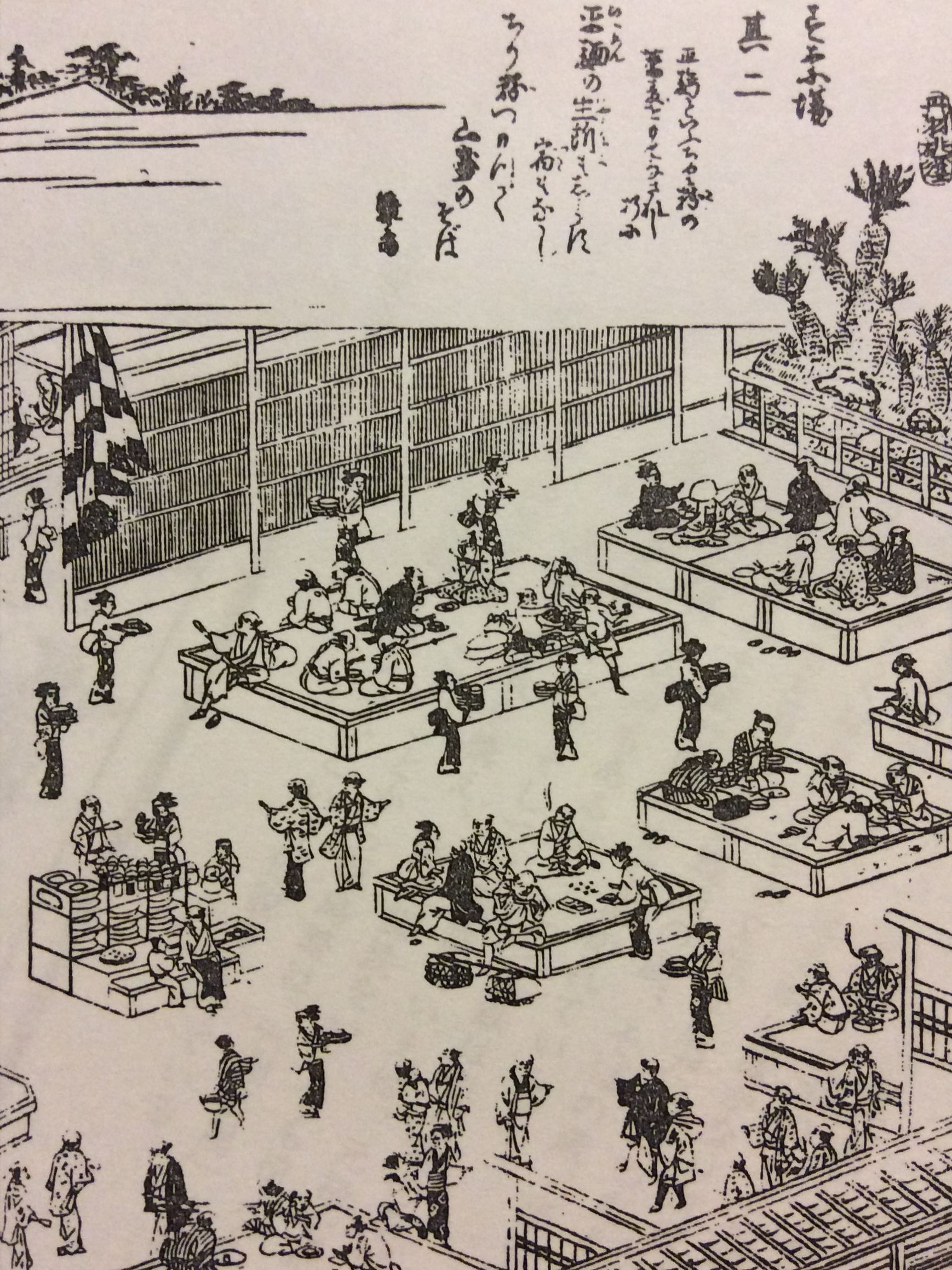
寛政10年（1798年）、『摂津名所図会』、「砂場いづみや」の店内の挿絵

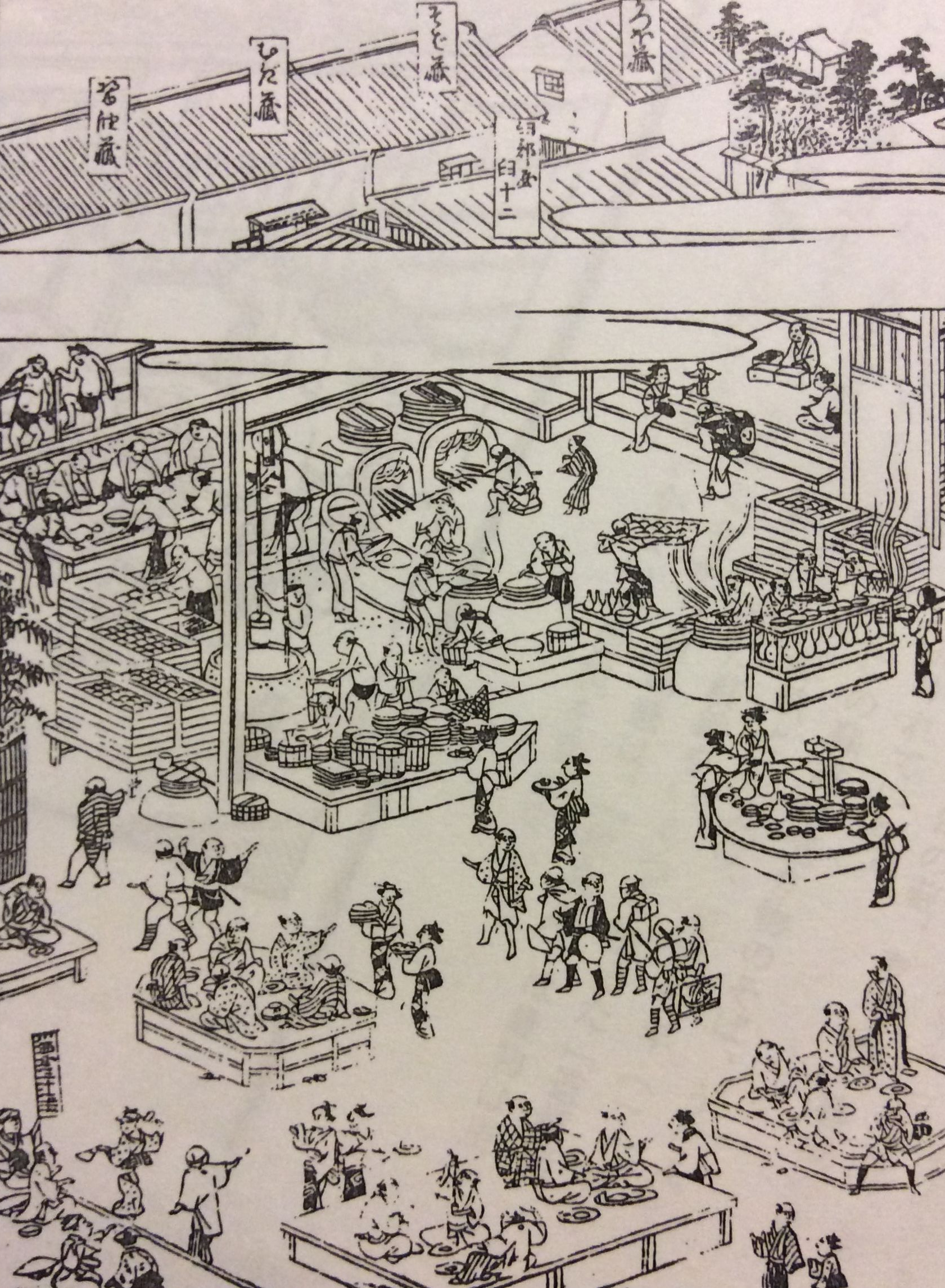
寛政10年（1798年）、『摂津名所図会』、「砂場いづみや」の店内の挿絵

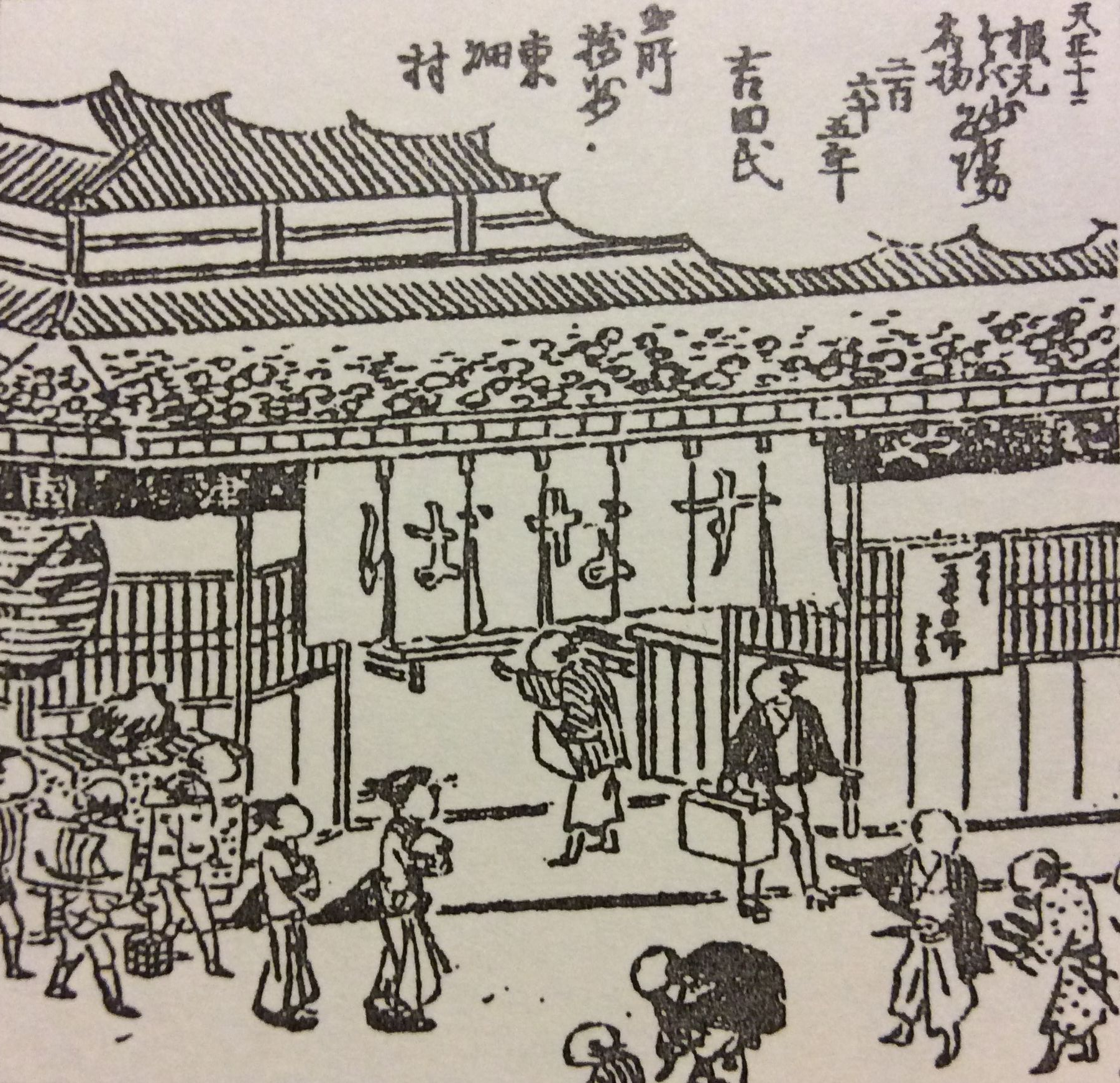
嘉永2年（1849年）、『二千年袖鑒』、「津国屋」の表口の挿絵

室町砂場（むろまちすなば）は、東京都中央区日本橋室町四丁目にある1869年（明治2年）に創業のそば屋店舗。

## 概要
幕末の慶応年間（1865年-1868年）、そば屋の砂場本家「糀町七丁目砂場藤吉」で働いていた村松とくが、働いていた「糀町七丁目砂場藤吉」から暖簾分けを受け、芝高輪の魚籃坂（現・港区三田高輪近辺）に開業したのが始まり。維新後の1869年（明治2年）、魚籃坂から日本橋の本石町二丁目に「本石町砂場」として移転、この時の明治2年を創業年としている。1923年（大正12年）の関東大震災後、東京市の土地区画整理と町名の整理が実施され、1932年（昭和7年）の町界変更により室町四丁目となり、「室町砂場」と改称した。
「砂場」の名は、豊臣秀吉が大坂城を築いたとき、大坂の和泉屋という菓子屋が、資材の砂置き場に蕎麦屋を開店し、「砂場」と呼ばれていたのに始まる。徳川家康が江戸城を築くときは、江戸に進出し糀町（現・麹町）に店を構えた。

## 沿革
- 1583年（天正11年） - 豊臣秀吉が大坂城築城に着手。
- 1629年（寛永6年） - 大坂城が完成した後、砂場跡地一体帯を整備した新町に、官許の遊郭が建設され、新町遊郭は江戸・吉原、京都・島原 (京都)、と並び称される一大遊里となる。
- 1730年（享保15年） - 『絵本御伽品鏡』、長谷川光信画、千草屋新右衛門、享保15年（1730年）には、「いづミや」という暖簾を掛けた麺類屋がある、当時の大坂市中の名物を狂歌とともに紹介した絵本である[3]。
- 1757年（宝暦7年） - 『大坂新町細見之図澪標』、「廓名物之分」、宝暦7年（1757年）には、大坂城築城のさいの、資材の砂や砂利の置き場になった新町砂場地域には、「和泉屋」と「津国屋」の2軒の麺類屋があった[4]。細見とは、江戸・吉原の妓楼や遊女名、玉代などを事細かに記した遊郭案内書[5]。「和泉屋」と「津国屋」の初代は、どちらも和泉国（現・大阪府南部）の出身である。
- 1777年（安永6年） - 『富貴地座位』、安永6年（1777年）には、三都（京・江戸・大坂）の名物を紹介しており、浪花名物の「和泉屋」について記している。
- 1798年（寛政10年） - 『摂津名所図会』、寛政10年（1798年）には、「砂場いづみや」として挿絵入りで紹介している[1]。挿絵は店の表口の様子と店内の光景をで、いかにも大店らしい立派な構えで、牡蠣殻葺きの庇の下には「すな場」と染め抜かれた暖簾がかけられている。店内は広大な土間に座敷の島がいくつも置かれ、座敷の間の通路は町中の往来のように広い。店の裏側には、鰹節の蔵、そばの蔵、麦の蔵、醤油の蔵に、臼十二と書かれた臼部屋がある[5]。
- 1849年（嘉永2年） - 『二千年袖鑒』、伊豫屋善兵衛、嘉永2年（1849年）には、「津国屋」の外観を描いた挿絵がある、牡蠣殻葺きの庇の下に「すなば」と書かれた暖簾がかけられている[2]。牡蠣殻葺きは享保頃（1716年-1736年）から江戸や大坂などの町屋で防火上用いられた、店構えは「和泉屋」の表口の様子と似ている[5]。
- 1865年-1868年慶応年間 - 砂場本家「糀町七丁目砂場藤吉」で働いていた村松とくが、暖簾分けにより、芝高輪 の魚籃坂（現・港区三田高輪近辺）に開業した。
- 1869年（明治2年） - 日本橋の本石町二丁目に移転、「本石町砂場」初代・村松とく、として創業、女性が暖簾分で独立するのは異例のことだった。
- 1932年（昭和7年） - 町界変更により室町四丁目とり、「室町砂場」と改称した。
- 1933年（昭和8年） - 暖簾会「砂場長栄会」を結成、「室町砂場」二代目・村松豊太郎は相談役を務める。
- 1937年（昭和12年） - 「赤坂砂場」二代目・村松幸一生まれる。
- 1945年（昭和20年） - 「室町砂場」二代目・村松豊太郎亡くなる。
- 1955年（昭和30年）11月 - 「砂場長栄会」から暖簾会「砂場会」に受継がれ、会長「虎ノ門大坂屋砂場」稲垣一男、副会長「南千住砂場」長岡源太郎、ほか2名、相談役「巴町砂場」萩原長康と「室町砂場」三代目・村松茂となる。
- 1956年（昭和31年）11月1日 - 「砂場」と「すなば」の商標登録が正式に認可、会員数は28軒。その後、商標登録は「す奈ば」、「寿那ば」、「寿奈ば」が加えられた。
- 1964年（昭和39年） - 「室町砂場」三代目・村松茂の弟・村松亀次郎が赤坂に支店「赤坂砂場」を開業した。
- 1974年（昭和49年） - 「室町砂場」の店舗は表通りから奥に引っ込み、4階建てのビルとなる。
- 1978年（昭和53年） - 「室町砂場」三代目・村松茂亡くなる。
- 1985年（昭和60年）3月 - 大阪新町南公園に「ここに砂場ありき」の石碑が建立され、二代目会長「巴町砂場」萩原長昭ほか出席し除幕式[6] 。
- 1987年（昭和62年） - 『そば屋の旦那衆むかし語り』、松村茂、藤村和夫聞き書き、昭和62年によれば

- 1988年（昭和63年） - 「赤坂砂場」初代・村松亀次郎亡くなる。
- 1990年（平成2年） - 「室町砂場」四代目・村松良一急逝する。
- 2016年（平成28年） -　現在、「室町砂場」五代目・村松毅が暖簾を受継いでいる。

## 交通アクセス
鉄道
- JR山手線 - 神田駅より徒歩3分、JR総武線 - 新日本橋駅より徒歩5分
- 東京メトロ銀座線 - 三越前駅より徒歩3分、神田駅より徒歩3分

## ギャラリー

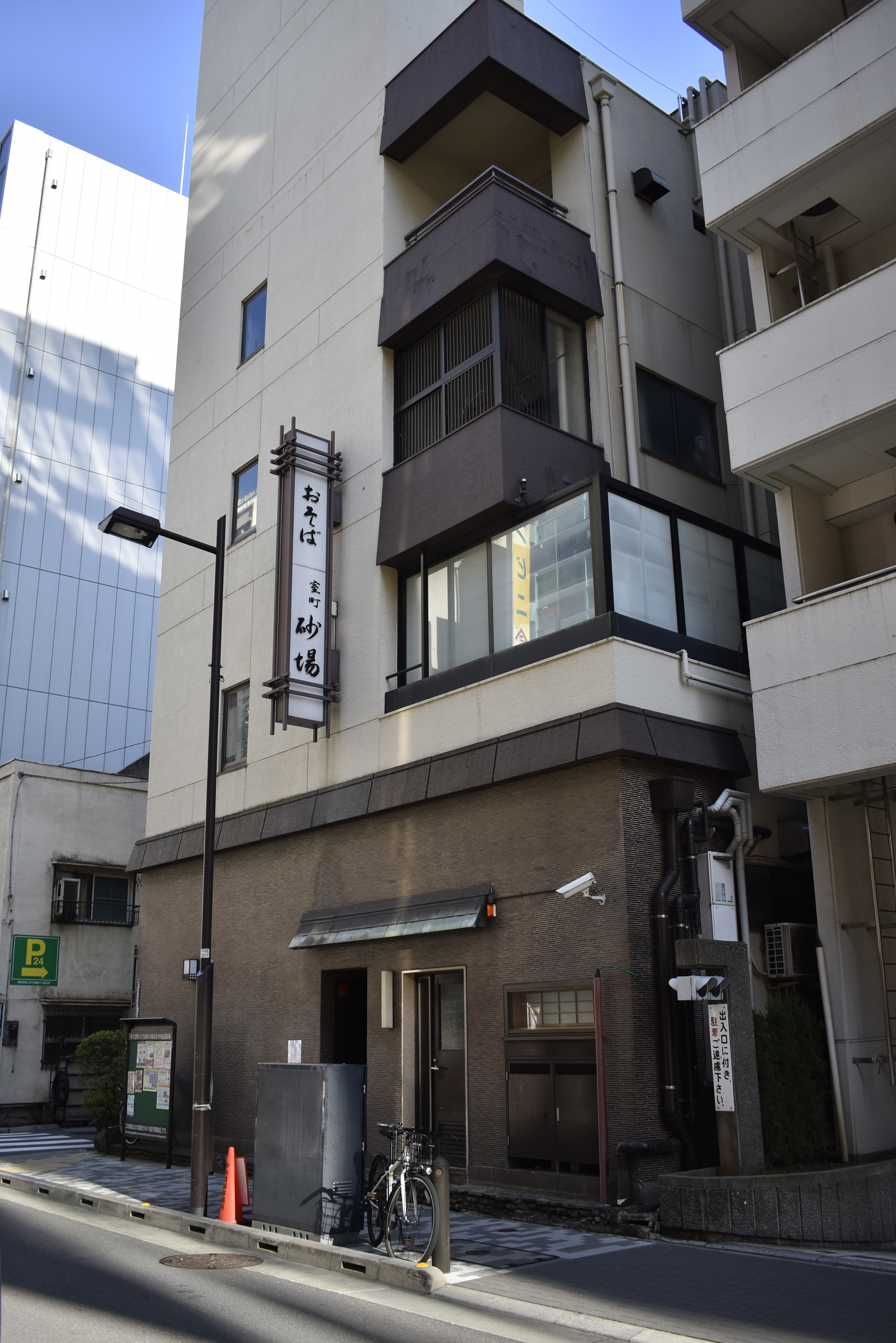
北側外観を見る（2020年3月6日撮影）
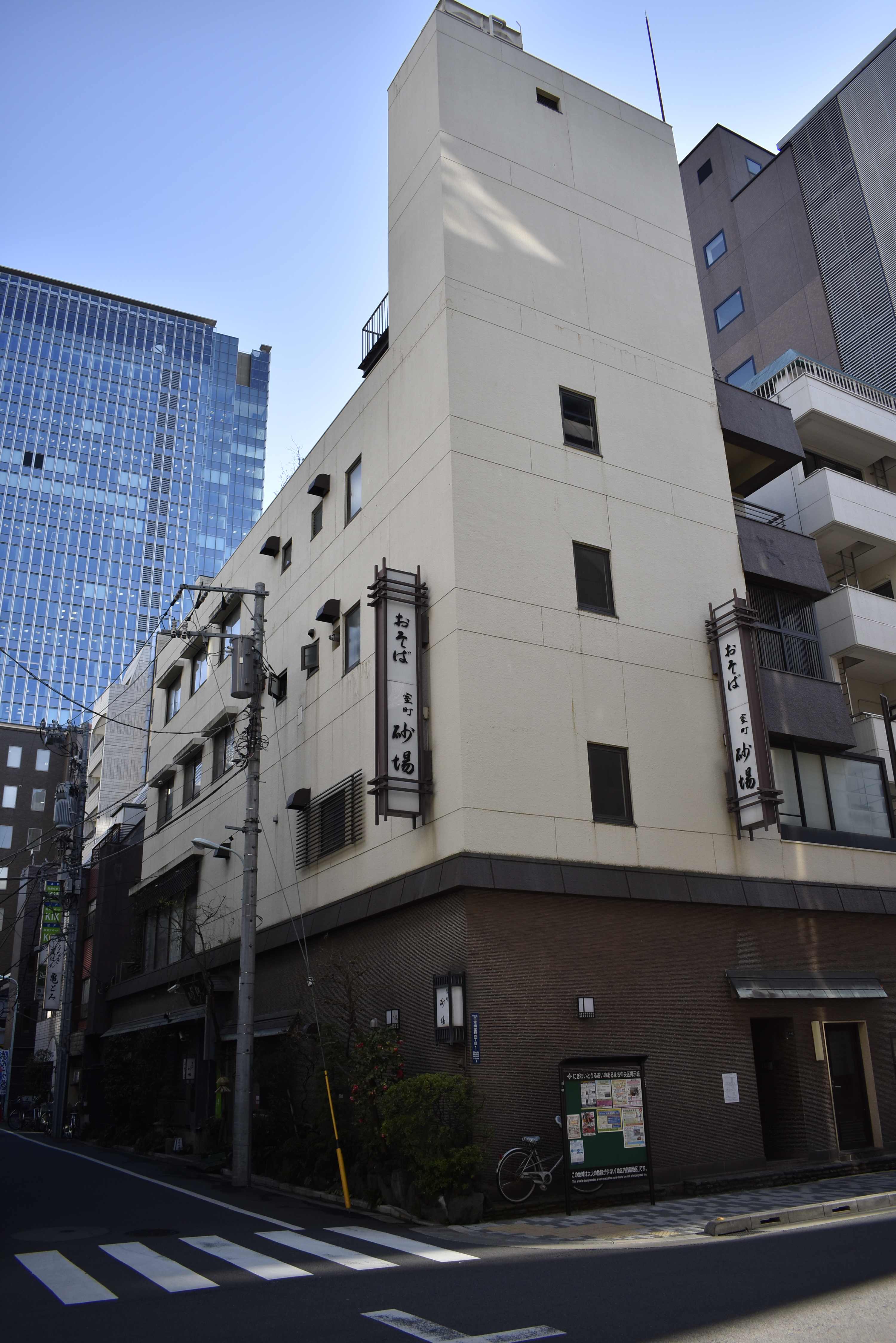
北東側外観を見る（2016年4月15日撮影）
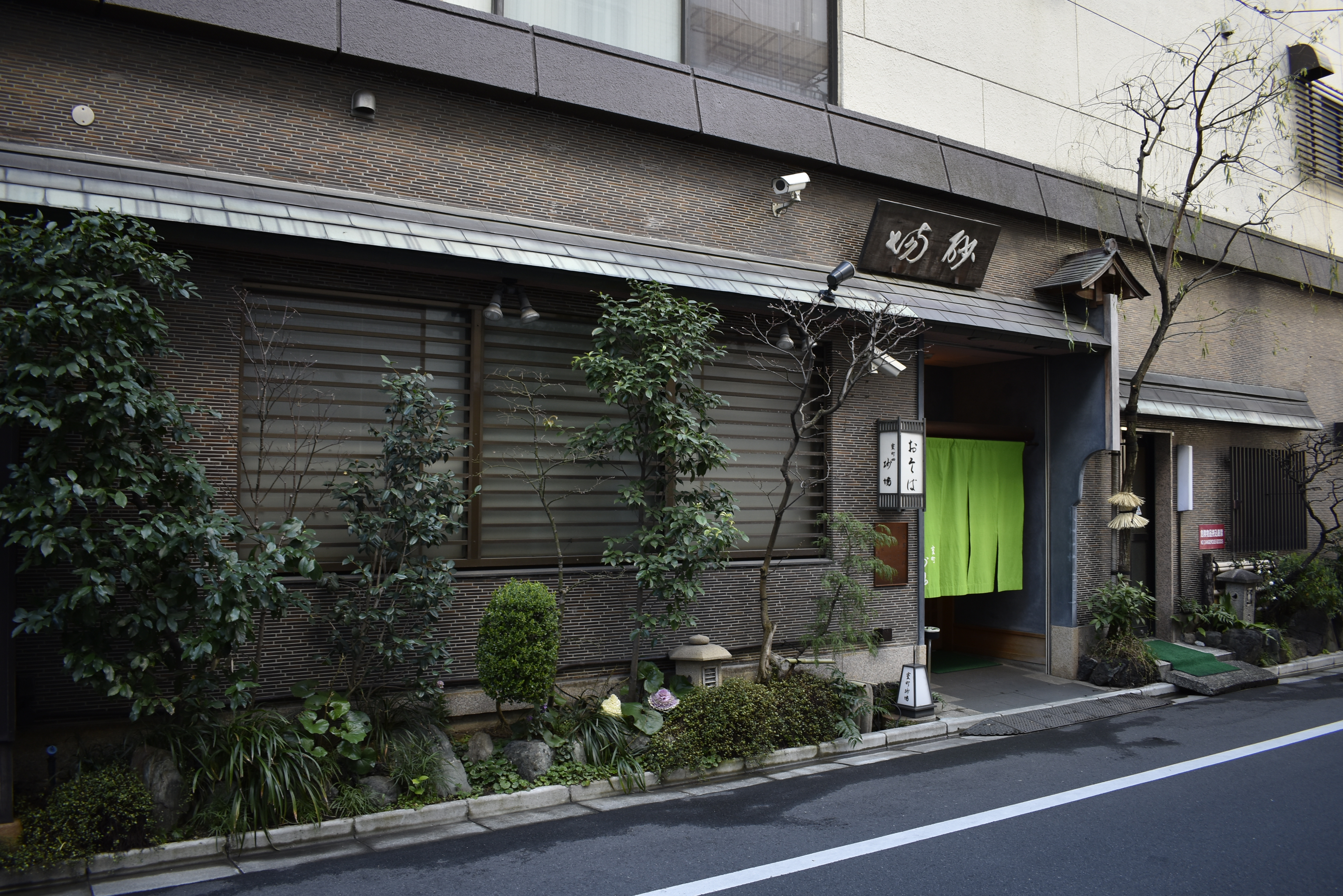
出入口廻りを見る（2020年3月6日撮影）
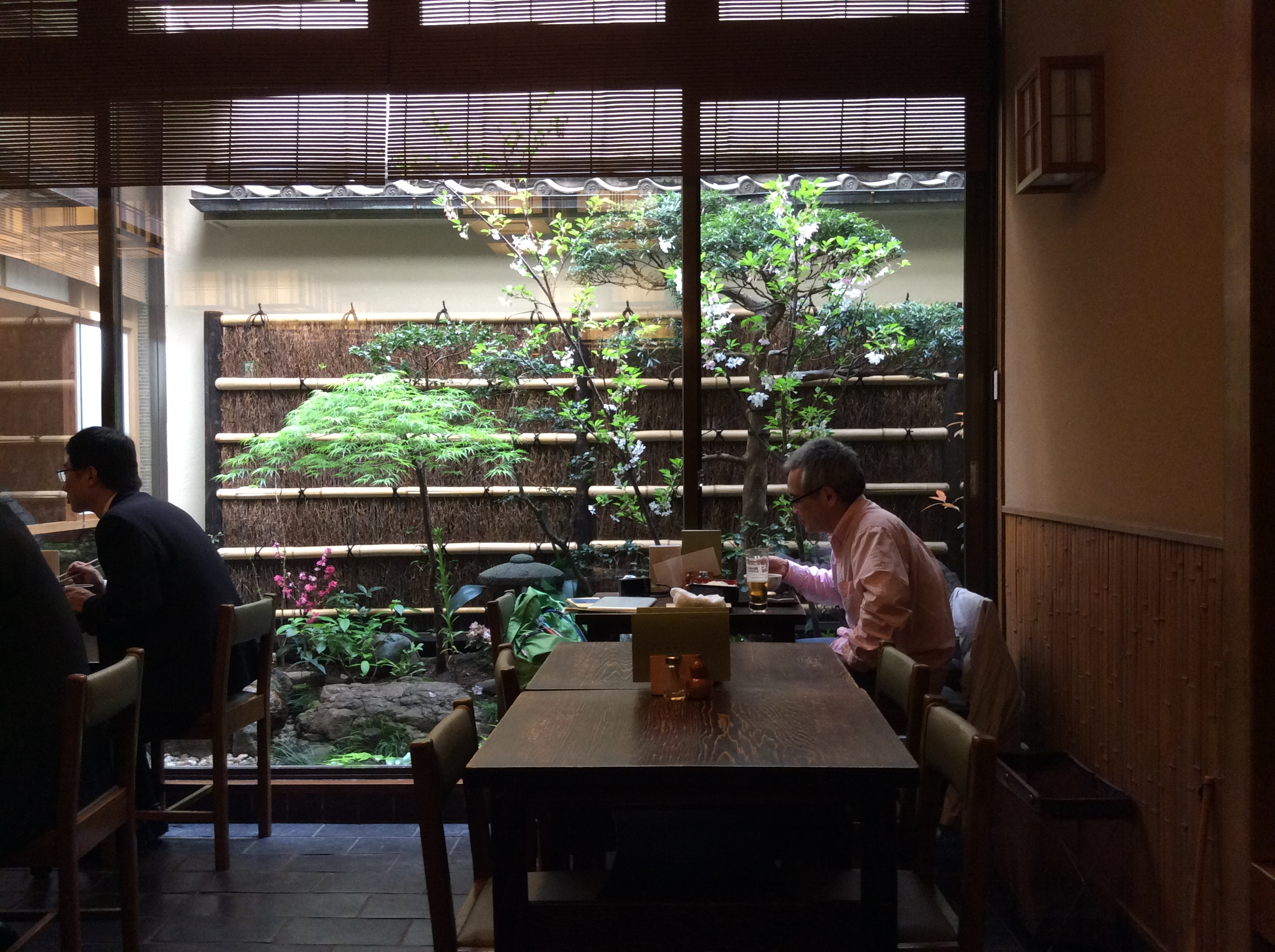
店舗内にある中庭を見る（2016年4月15日撮影）
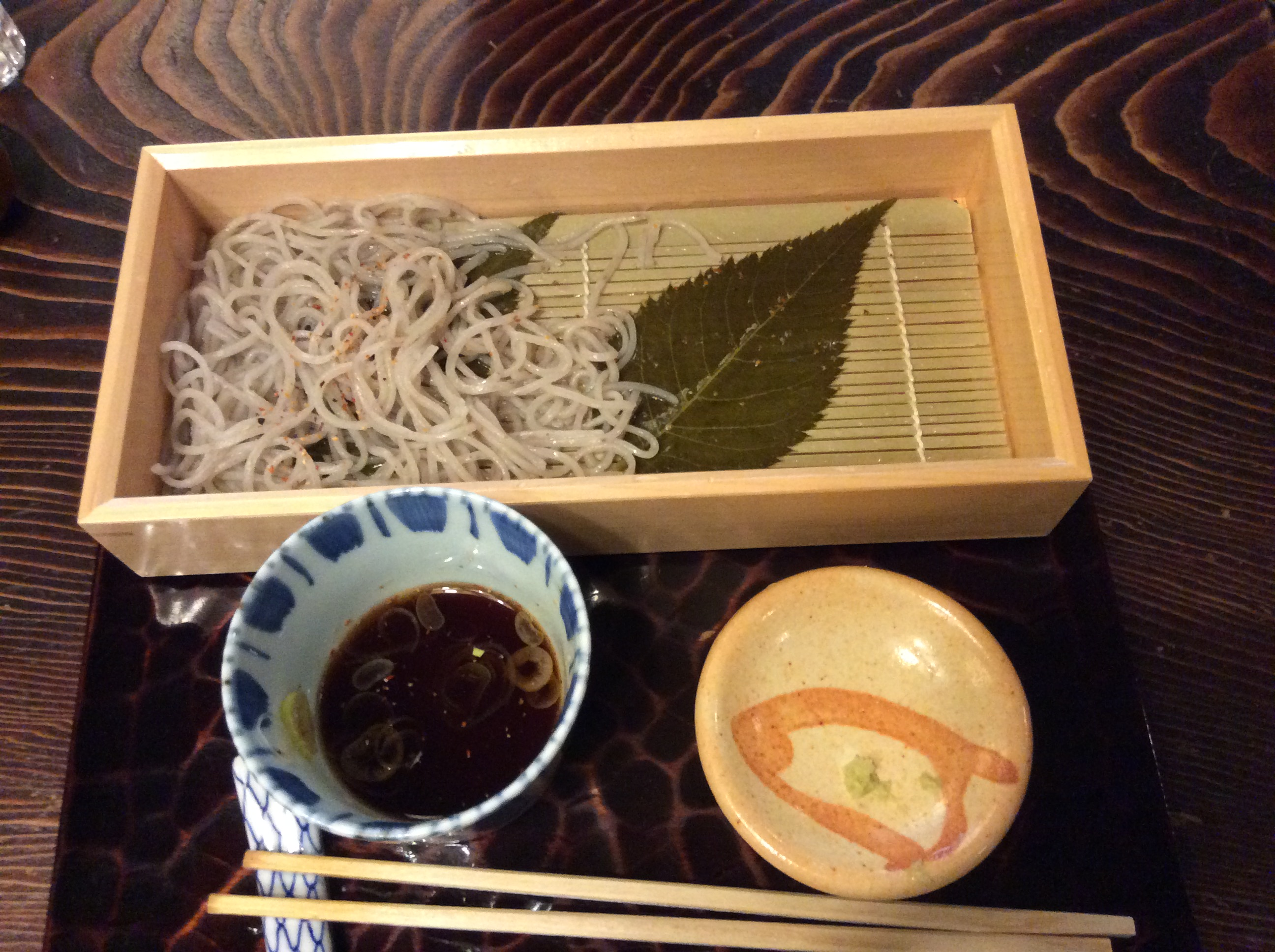
「桜変わりそば」の桜の葉（2016年4月15日撮影）

## 近隣施設
- 神田駅
- 三越前駅
- 新日本橋駅
- 日本銀行本店
- 三井記念美術館
- 貨幣博物館
- 中央区立常盤小学校
- 三越